# Агве (вуду)
Агве́ (англ. Agwé) — лоа в религии вуду, божественный дух воды, моря; покровитель моряков и рыбаков. Является одним из поклонников «богини любви», лоа Эрзули.

## Атрибуты
Цвета Агве — голубой, белый и цвет морской волны. Его веве — лодка под парусами. Его символы — весло, морские раковины, морская звезда. В ходе ритуала вуду для вызова Агве используется морская раковина, а сам ритуал по обыкновению происходит вблизи воды.

## Поклонение
В качестве подношения Агве используются модели кораблей, весло, морские раковины, а также шампанское, ром, кофе, тростниковый сироп, торт, оливковое масло. В жертву приносят селезня, белого барана, козла. Их готовят и помещают на подставку вне дома, поскольку будучи морским богом, Агве не ест горячую пищу в стенах дома.
Небольшие подношения Агве бросают за борт в воду. Крупные подношения помещают на специальный плот (barques d’Agwe), который отправляют в море. В дальнейшем, если плот тонет, то это значит, что подношение принято; а если плот прибьёт к берегу, то значит, Агве отверг жертву.

## В массовой культуре
- В Бродвейском мьюзикле «Однажды на этом острове» Агве представлен в качестве одного их четырёх богов, которые влияют на главного героя. Агве заявлен как бог воды и появляется вместе с тремя другими божествами: матерью земли Асака, богиней любви Эрзули и демоном смерти Геде[3].
- Агве является одним из персонажей романа «Моя любовь или Крестьянская девушка» американской писательницы Розы Гай[4].
- Лоа Агве вместе с адептами религии вуду изображён в романе Андрея Гусева «Однажды в Малинди»[5][6][7].